# Dorothy Iannone
Pour les articles homonymes, voir Iannone.
Dorothy Iannone est une artiste américaine née le 9 août 1933 à Boston dans le Massachusetts et morte le 26 décembre 2022 à Berlin (Allemagne).

## Biographie
Née en 1933 à Boston (Massachusetts), Dorothy Iannone est diplômée en 1957 d'une licence de littérature américaine de l'Université de Boston. Elle effectue ensuite des études supérieures de littérature anglaise à l'Université Brandeis. En 1958, elle épouse le peintre James Upham puis s'installe à New York. En 1959, elle commence à peindre.
En 1961, elle poursuit avec succès le gouvernement des États-Unis pour la censure, du livre Tropique du Cancer d'Henry Miller et permet ainsi son importation dans le pays. Elle voyage intensivement en Europe et en extrême Orient avec son mari. Ils vivent et travaillent ensemble plusieurs mois à différents endroits dans le sud de la France et au Japon. Entre 1963 et 1967, elle tient la Stryke Gallery, un espace d'exposition situé dans la Tenth Street à New York.
En 1976, après avoir reçu une bourse du programme de la Deutscher Akademischer Austauschdienst, elle vit et travaille à Berlin.
Dorothy Iannone est représentée par la galerie parisienne Air de Paris et Peres Projects à Berlin.
Elle décède à Berlin le 26 décembre 2022 à l’âge de 89 ans,.

### Carrière
« L'œuvre de Dorothy Iannone, développée depuis plus de cinquante ans, se compose de peintures dont l'esthétique visuelle est fortement narrative, de textes et de films autobiographiques. Depuis les années 1960, elle est une pionnière contre la censure, défendant l'amour libre et la sexualité féminine autonome. Un de ses grands thèmes est l'amour extatique,. »
Son travail participe à l'émancipation féminine dans une dimension mystique influencée par le tantrisme et le bouddhisme.
En 2007, Air de Paris expose une sélection de peintures, dessins et sculptures lors de l'exposition She Is A Freedom Fighter.
En 2009, sa première exposition aux États-Unis intitulée Lioness est organisée au New Museum of Contemporary Art par le commissaire Jarrett Gregory.
En 2013, Dorothy Iannone fait l'objet d'une rétrospective Innocent And Aware au Camden Art Center de Londres.
En 2014, la Berlinische Galerie, à Berlin et le Migros Museum à Zurich lui consacrent tous deux une importante rétrospective.

### Muse
En 1967, lors d'un séjour à Reykjavik, Islande, elle rencontre l'artiste suisse Dieter Roth. Un mois plus tard, elle se sépare de son mari et décide alors de vivre avec Dieter Roth à Düsseldorf, ils vont ensuite résider à Reykjavik, Bâle et Londres jusqu'en 1974,. Roth est devenu « la muse » de Iannone et apparaît alors dans de nombreuses œuvres. Son surnom pour elle sera « Lioness ». Elle dira à ce moment-là qu'ils étaient devenus « les stars de (son) travail ».
Une de ses œuvres les plus importantes impliquant Roth est son livre An Icelandic Saga, (1978-86), qui illustre sa première rencontre avec Roth et sa rupture avec son mari dans l'esprit d'un conte nordique. Elle a aussi réalisé des peintures d'elle et de Roth pendant l'union sexuelle. Intitulé Eros Paintings, le monde d'images de l'artiste « gravite autour de la notion philosophique de l’Éros. Ce terme implique l’idée que l’homme est envahi par son désir. Le désir est considéré comme une force naturelle animée par l’amour, l’extase et la déliquescence du Moi – cette aspiration à une union du physique et du psychique ». Iannone et Roth sont restés amis jusqu'au décès de Roth en 1998.

### Musique
En 1969, Dorothy Iannone enregistre le chant First Recording. En 1972 à Düsseldorf, elle publie Lieber Uecker et collabore avec le studio de Kraftwerk.

### Légende
Selon The Guardian et Libération, c'est une « bad girl des arts graphiques ». Un poète américain de la Beat Generation lui « aurait mordu le fessier ». Cependant Libération invoque le principe de précaution de la « légende » pour asseoir cette position.

## Expositions
- 1976 : Boîtes, Musée d'art moderne de la ville de Paris, commissariat de Suzanne Pagé et Françoise Chatel
- 1980 : Écouter avec les yeux, Musée d'art moderne de la ville de Paris
- 1985 : Livres d'Artistes, Collection Semaphore, Centre national d'art et de culture Georges-Pompidou, Paris
- 1990 : Friends of Fluxus[26] Exhibition, Biennale de Venise
- 2004 : Imperturbable », commissariat d'Yves Brochard, Cneai, Chatou
- 2005 : Dieter Roth & Dorothy Iannone, Sprengel Museum Hannover
- 2005 : Dorothy lannone. The Wrong Gallery, Tate Modern, Londres
- 2006 : People, Random Gallery, Domino, Air de Paris
- 2007 : She is a freedom fighter[10], Air de Paris
- 2009 : Dorothy Iannone : Lioness, New Museum of Contemporary Art, New York
- 2009 : Dorothy & Lily fahren boot, Paris-Berlin : Air de Paris chez Esther Schipper, Berlin
- 2009 : Die Kunst ist super, Hamburger Bahnhof, Berlin
- 2012 : Sunny Days and Sweetness, Peres Projects, Berlin
- 2012 : Arthur Rainbow, Air de Paris
- 2013 : Encore!, Palais de Tokyo, Galerie des Multiples, Paris, commissariat de Yves Brochard
- 2013 : Innocent And Aware, Camden Arts Center, Londres
- 2014 : This Sweetness Outside of Time[8],[13], Berlinische Galerie; Peres Projects, Los Angeles 2010
- 2014 : Censorship and The Irrepressible Drive Toward Love[14] And Divinity[21], Migros Museum für Gegenwartskunt, Zurich, commissariat de Heike Munder
- 2014 : You Who Read Me With Passion Now Must Forever Be My Friends[27], Printed Matter, MoMA PS1, New York
- 2015 : Art Basel Miami[4] Beach, Peres Projects
- 2015 : Welcome To Our Show[28], Air de Paris
- 2015 : The Next Great Moment in History is Ours[29], Reykjavik Arts Festival, GAMMA Gallery, Reykjavik
- 2016 : The Story Of Bern (Or) Showing Colors + The (Ta)Rot Pack + A Cookbook[30], Centre Culturel Suisse, Paris
- 2017 : Lineage of Love[31], Kiosk, Ghent, Belgique, commissariat de Wim Waelput
- 2017 : Sex Work: Feminist Art & Radical Politics[32], Frieze, commissariat de Alison Gingeras
- 2018 : Look at Me[33], Spring Studios, Independent Art Fair, Tribeca
- 2019 : Toujours de l'audace, Centre Pompidou, Paris[34]
- 2023 : Dorothy Iannone – Love Is Forever, Isn’t It?, MuKHA, Antwerpen, 06.10.2023 - 21.01.24

## Collections publiques
- Berlinische Galerie[35]
- Centre Pompidou[36], Paris
- Musée d'art vivant[37] (Nýló), Reykjavik, Islande
- 75 uncomplimentary cards[38], Musée d'art moderne et contemporain de Saint-Étienne Métropole

## Publications
1. (en) Dorothy Iannone, Maria Elena Buszeki et Heike Munder, Censorship and the Irrepressible Drive Toward Love and Divinity, Zürick, JRP/Ringier, 2014, 160 p. (ISBN 978-3-03764-378-5, OCLC 966414402)
2. (en) Dorothy Iannone, Courting Ajaxander = Werben um Ajaxander, Berlin, Haus am Lützowplatz, 1993, 52 p. (OCLC 603132527)
3. (en) Dorothy Iannone, Danger in Düsseldorf, (or) I am not what I seem, Stuttgart, Londres, Reykjavik, Hansjörg Mayer, 1973, 80 p. (OCLC 272518221)
4. (de) Dorothy Iannone, Die Peitsche = : The whip, Berlin, Rainer Verlag, 1980, 62 p. (OCLC 502066555)
5. (de) Dieter Roth, Dorothy Iannone, Dietmar Elger et Sprengel Museum Hannover, Dieter Roth & Dorothy Iannone, Berlin, Holzwarth, 2005, 224 p. (ISBN 978-3-89169-193-9, OCLC 61766232)
6. (en) Dorothy Iannone et Dietmar Elger, Dieter Roth et Dorothy Iannone. Beil. : , An Icelandic Saga, Berlin, Holzwarth, 2005 (OCLC 888706367)
7. (en) Dieter Roth, Dieter and Dorothy : Dieter Roth, Dorothy Iannone, Their Correspondence in Words and Works, 1967-1998, Distributed Art Pub Incorporated, 2001, 256 p. (ISBN 978-3-908010-53-1, OCLC 893978153)
8. (en) Yves Brochard, Dorothy Iannone et Galerie de Multiples (Paris) (trad. de l'anglais, à l'occasion de l'exposition "Encore! Dorothy Iannone, editions and books 1964-2013" à la Galerie de multiples, Palais de Tokyo, Paris, 4 mai-17 juin 2013), Dorothy Iannone : a catalogue raisonné of editions and books ; 1964-2013 ;, Villeneuve-d'Ascq, Département arts plastiques Université Lille 3-Charles de Gaulle, 2013, 53 p. (ISBN 978-2-7466-5800-4, OCLC 915194902)
9. (en) Yves Brochard, Massimiliano Gioni, Oliver Koerner von Gustorf et Dorothy Iannone, Dorothy Iannone : follow me, Berlin, Vice Versa Verlag, 2008, 88 p. (ISBN 978-3-932809-61-3, OCLC 646300932)
10. (en + de) Ulrike Abel et Dorothy Iannone, Dorothy Iannone : love is forever, isn't it?, Berlin, Neue Gesellschaft für Bildende Kunst, 1997, 113 p. (ISBN 978-3-926796-48-6, OCLC 612116555)
11. (de) Dorothy Iannone, Dorothy Iannone Werke von 1961-1966 : Petersen-Galerie, 10. Februar - 10. April 1989, Berlin, Petersen-Galerie, 1989 (OCLC 75145722)
12. (de) Dorothy Iannone, Dorothy Iannone and Her Mother Sarah Pucci, Aix-la-Chapelle, Die Galerie, 1980 (OCLC 311784636)
13. Dorothy Iannone et Robert Filliou, Extase, Hochkirchen-Köln, H. Mayer, 1970 (OCLC 469672039)
14. (en + de) Dorothy Iannone, First recording 1969, Berlin, Wien, 1993 (OCLC 722228472)
15. (en + de) Dorothy Iannone, The Berlin beauties, oder, Du hast ja keine Ahnung wie schön du bist Berlin, Berlin, Mary Dorothy Verlag, 1978, 70 p. (OCLC 44511160)
16. (en) Dorothy Iannone et Dieter Roth, The story of Bern, or, Showing colors, Dusseldorf, Dieter Rot and Dorothy Iannone, 1970, 70 p. (OCLC 1033733985)